# Kauchan
Kauchan (bułg. кавхан, rzadziej кавкан), protobułgarski tytuł oznaczający namiestnika, zastępcę chana, dysponujący częścią władzy swego zwierzchnika. Kauchani byli zwykle dowódcami wojskowymi prowadzącymi wojska do boju.
Kauchanem był np. Isbuł, sprawujący władzę regenta za panowania małoletniego chana Małamira i we wczesnym okresie rządów jego brata Presjana. Oprócz prowadzonej z rozmachem polityki budowlanej wiadomo, że odpierał w 836 roku najazd bizantyński na Bułgarię, a następnie wspólnie z Małamirem najechał bizantyńską Trację. W rok później już za panowania Presjana przyszedł z pomocą zbuntowanym plemionom słowiańskim w Macedonii rozbijając Bizantyńczyków w bitwie pod Filippi.